# قصير العمارنة
قرية قصير العمارنة هي إحدى القرى التابعة لمركز القوصية في محافظة أسيوط في جمهورية مصر العربية. حسب إحصاءات سنة 2006، بلغ إجمالي السكان في قصير العمارنة 22716 نسمة، منهم 11368 رجلًا و11348 امرأة.